# RBD
RBD, съкратено от Rebelde („Непокорни“) е известна поп група от гр. Мексико, Съединените мексикански щати
Членовете на групата са: Дулсе Мария, Алфонсо Ерера, Анаи, Маите Перони, Кристиан Чавес и Кристофър Укерман.
Групата е формирана по време на снимките на теленовелата „Непокорните“, в който членовете ѝ участват. RBD е много известна група в Испания, Мексико и други страни по света. Членовете се прочуват неотдавна в България с излъчването на „Непокорните“ (Rebelde). В сериала те заемат главните роли, а самата група започва да съществува благодарение на тийнновелата с помощта на режисьора Педро Дамян.
Противно на мненията, че след края на сериала ще се разпадне и членовете ѝ ще загубят интерес, те продължават да жънат успех и да печелят фенове. След това RBD издава поредния албум, който се казва „Започни от нула“ (Empezar Desde Cero), с 2 видеоклипа на песни от албума.
Групата има 6 албума: „Rebelde“ (американска версия: „Rebels“), „Nuestro amor“ (португалска версия: „Nosso Amor“), „Celestial“ и „Empezar desde Cero“. Групата се разпадна на 10 февруари 2009 година. Същата година е издаден и последният им албум озаглавен „Para olvidarte de mi“ („За да забравиш за мен“).
Хитовете „Salvame“, „Ensename“, „Fuego“, „No Pares“ и „Te Daria Todo“ са самостоятелни сингли на две от певиците. Първите два са на Анай, а другите са на Дулсе Мария. Всички сингли са били умопомрачаващи хитове.

## Дискография
- „Rebelde“ (2005)
- „Nuestro amor“ (2005)
- „Celestial“ (2006)
- „Rebels“ (2006)
- „Empezar Desde Cero" (2007)
- „Para Olvidarte De Mi“ (2008)

## Други песни
- Dulce Maria-No pares
- Tiziano Ferro с участието на Dulce y Anahi-El Regalo Mas Grande
- Maite-Tal Vez Manana
- Ucker-Sueles Volver
- RBD-Lento
- RBD y Kudai y Lola-Elige estar bien
- RBD y Hilary Duff-Your little voice
- Dulce Maria – Quiero poder
- RBD – Mexico, Mexico
- RBD – Campana Sobre
- RBD – The Family
- RBD – Quisiera Ser (I Wanna Be The Rain)
- „Live in Hollywood“ (DVD) (2006)
- „RBD – Live in Rio“ (DVD) (2006)
- „Hecho en Madrid“ (2007)
- „Live in Sao Paulo“ (2008)
- „Live in Brasilia“ (2008)
- „Live in San Bernardino“

## Клипове
- Rebelde
- Solo quedate en silencio
- Aun Hay Algo
- Salvame
- Nuestro amor
- Tu Amor
- Este Corazon (версия от концерт)
- Keep it down low (от клипа на Solo quedate en silencio са кадрите, а музиката е от тази песен)
- This is love (от Nuestro amor)
- Besame sin miedo
- Celestial
- Ser o parecer
- Tras de mi (версия от концерт)
- Inalcanzable
- Empezar Desde Cero
- Para Olvidarte de Mi
- El Regalo Mas Grande (Анаи, Дулсе Мария и Тициано Феро)
- Money Money
- Mexico, Mexico